# Royal Academy of Dramatic Art

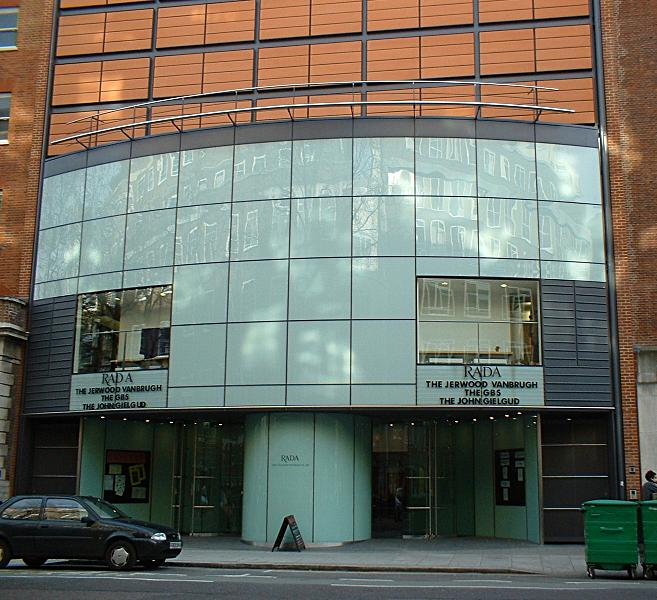
El teatre de la RADA a Londres

La Royal Academy of Dramatic Art (lit. ‘Reial Acadèmia de les Arts Dramàtiques’, abreujat RADA), ubicada a Bloomsbury, Londres, fou fundada el 1904 per Sir Herbert Beerbohm Tree i és una de les escoles d'art dramàtic més cèlebres d'Anglaterra i del món.
El seu vicepresident és l'actor Alan Rickman. La RADA té un notable nombre de membres associats, com Jane Asher, Kenneth Branagh, Michael Gambon, Judi Dench, Ralph Fiennes, Matthew Macfadyen, Edward Fox, Ian Holm, Anthony Hopkins, Derek Jacobi, Helen Mirren, Peter O'Toole i Diana Rigg.

## Alumnes destacats
Alguns dels seus alumnes més destacats són:
| - Richard Attenborough - Sean Bean - Michael Caine - Kenneth Branagh - Richard Briers - Ian Carmichael - Tom Courtenay - Timothy Dalton - Brian Epstein | - Michael Gambon - Brendan Gleeson - Ralph Fiennes - Albert Finney - John Gielgud - Imelda Staunton - Juliet Stevenson - Fiona Shaw - Sally Hawkins | - Ian Holm - Anthony Hopkins - Reginald D. Hunter - John Hurt - Nigel Kneale - Charles Laughton - Vivien Leigh - Robert Lindsay - Lois Maxwell | - Michael Sheen - Peter O'Toole - Dame Helen Mirren - Clive Owen - John Rhys-Davies - Alan Rickman - Diana Rigg - Glenda Jackson - Derek Jacobi |

Altres alumnes destacats són: Steve McFadden, Roger Moore, Joe Orton, Bruce Payne, Harold Pinter, Jonathan Pryce, Jean Rhys, Laurence Fox, Tom Hiddleston, George Bernard Shaw i Mark Womack.